# Jacques II Androuet du Cerceau
Pour les articles homonymes, voir Androuet du Cerceau.
Jacques II Androuet du Cerceau né en 1550 et mort en 1614 à Paris, est un architecte français.

## Biographie
Fils cadet de Jacques Ier, Jacques II Androuet du Cerceau aide d’abord son frère Baptiste dans ses travaux au château du Louvre (Il bâtit la Grande Galerie du Louvre et le Pavillon de Flore aux Tuileries).
Il commence le pont Neuf à Paris sur ordre de Henri III, mais la guerre civile empêche la fin de sa réalisation. Androuet construit également plusieurs hôtels particuliers dans la capitale.
En 1581, il est nommé "valet de chambre et architecte de monseigneur frère du roi".
Il est nommé, en 1596, par Henri IV contrôleur général des bâtiments.
En 1597, il est l'architecte de Gabrielle d'Estrées pour le château de Montceaux à Montceaux-lès-Meaux.
Il se marie, en 1602, avec Marie Malapert.
Certains historiens lui ont attribué les plans de la place Royale (actuelle place des Vosges), dont la construction commence en 1605. En tout cas, il est bien l'auteur, avec Louis Métézeau, de la Galerie du bord de l'eau du Louvre, visiblement achevée en 1606.
Protestant, Jacques II est surtout connu pour être l'architecte du temple de Charenton, construit pour la communauté réformée parisienne en 1607.
En 1609, il apparaît dans les documents comme architecte pour des travaux de l'hôtel de Soissons, appartenant à Charles de Bourbon.

À son décès il est inhumé au Cimetière des Saints-Pères

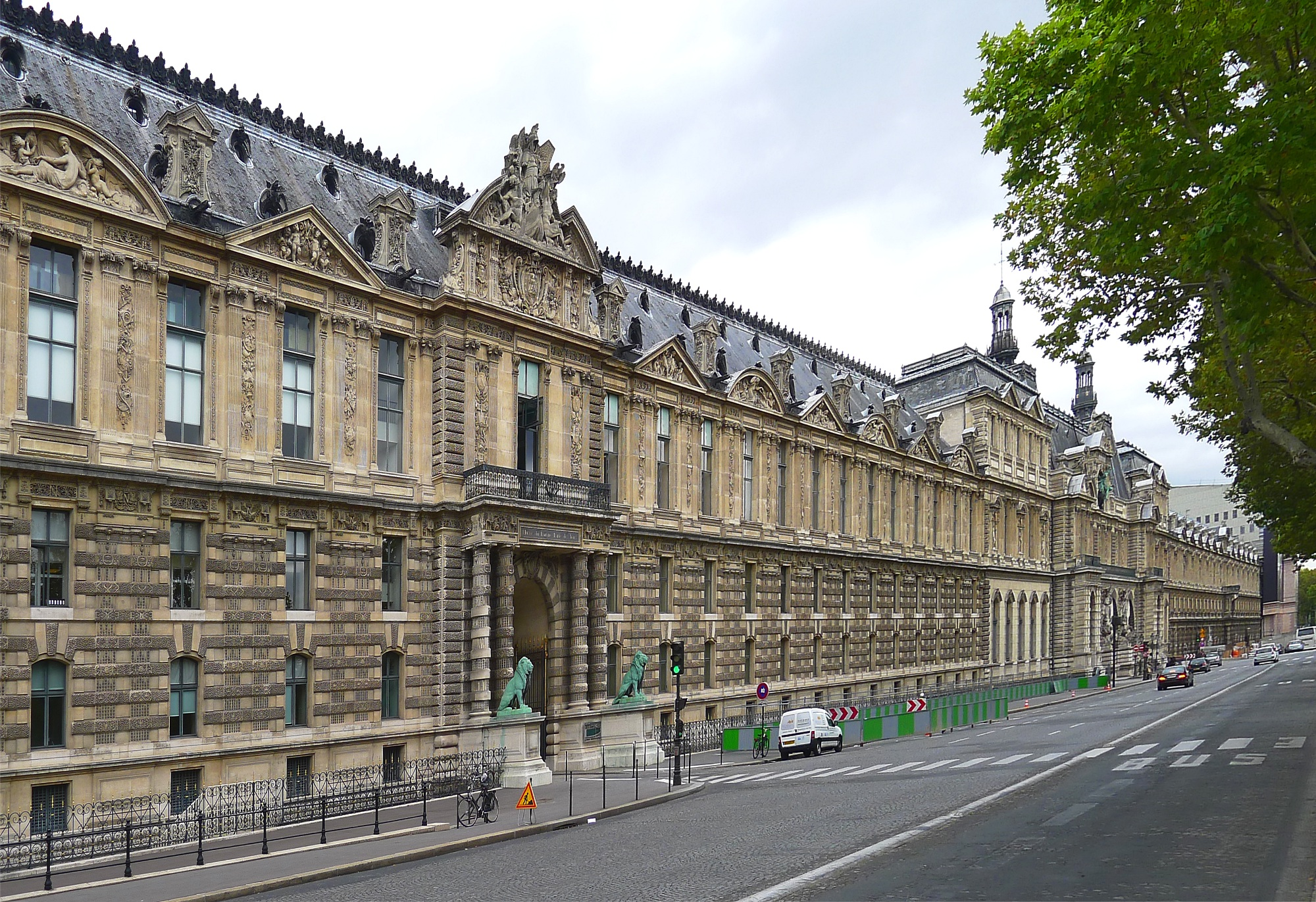
La Galerie du bord de l'eau (1595 et 1610), au Louvre, œuvre de Louis Métezeau puis Androuet du Cerceau.
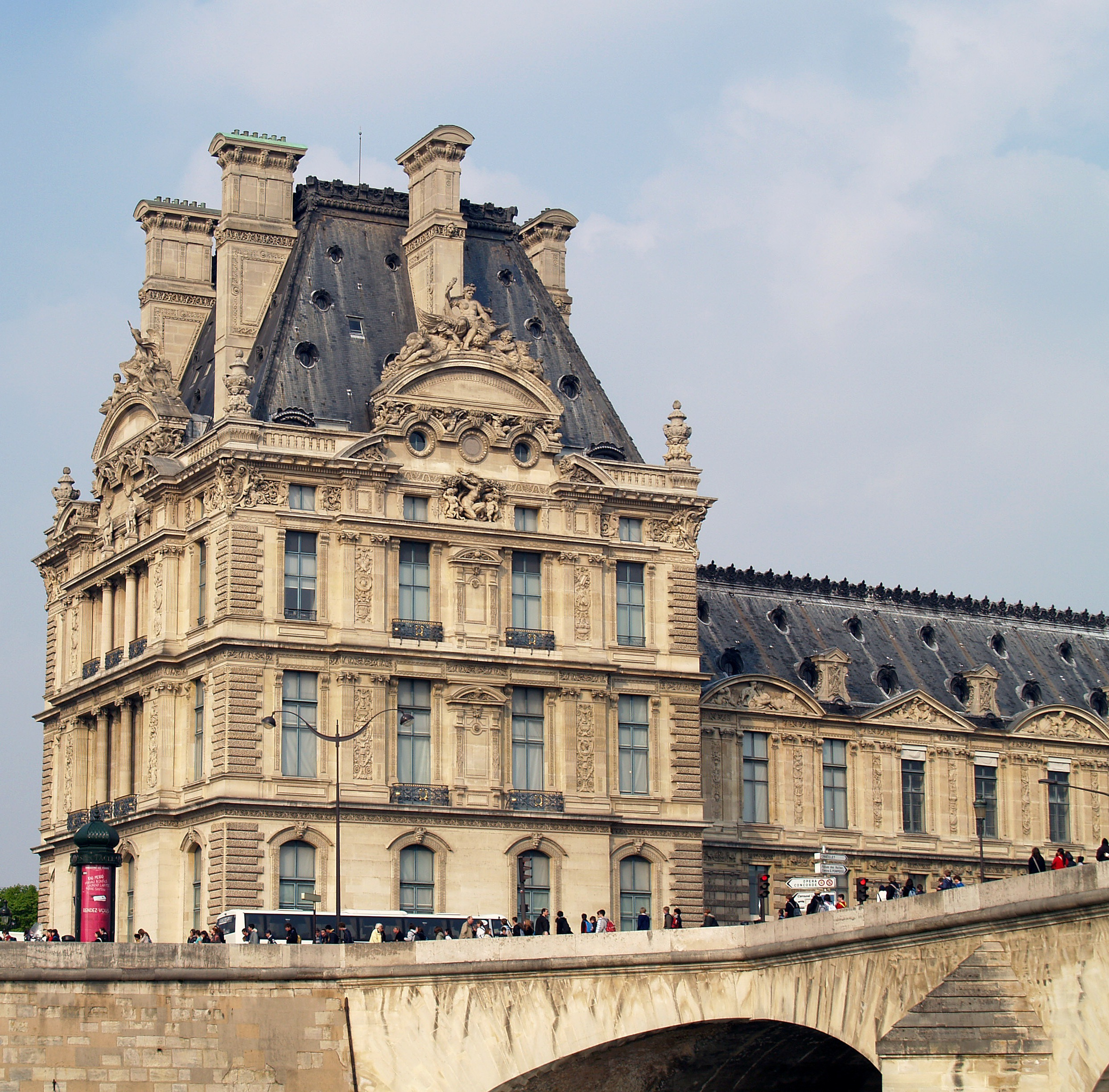
Pavillon de Flore.